# Grimme-Preis 2019
Die Verleihung des Grimme-Preises 2019 fand am  5. April 2019 im Theater der Stadt Marl statt und wurde von Dunja Hayali moderiert. Die Nominierungen wurden am 17. Januar 2019 bekanntgegeben, die Preisträger am 26. Februar. Insgesamt wurden 70 Produktionen und Einzelleistungen für den 55. Grimme-Preis nominiert, die aus über 850 Einreichungen und Vorschlägen ausgewählt wurden. Erstmals wurde eine YouTube-Produktion nominiert.

## Preisträger und Nominierungen

### Fiktion

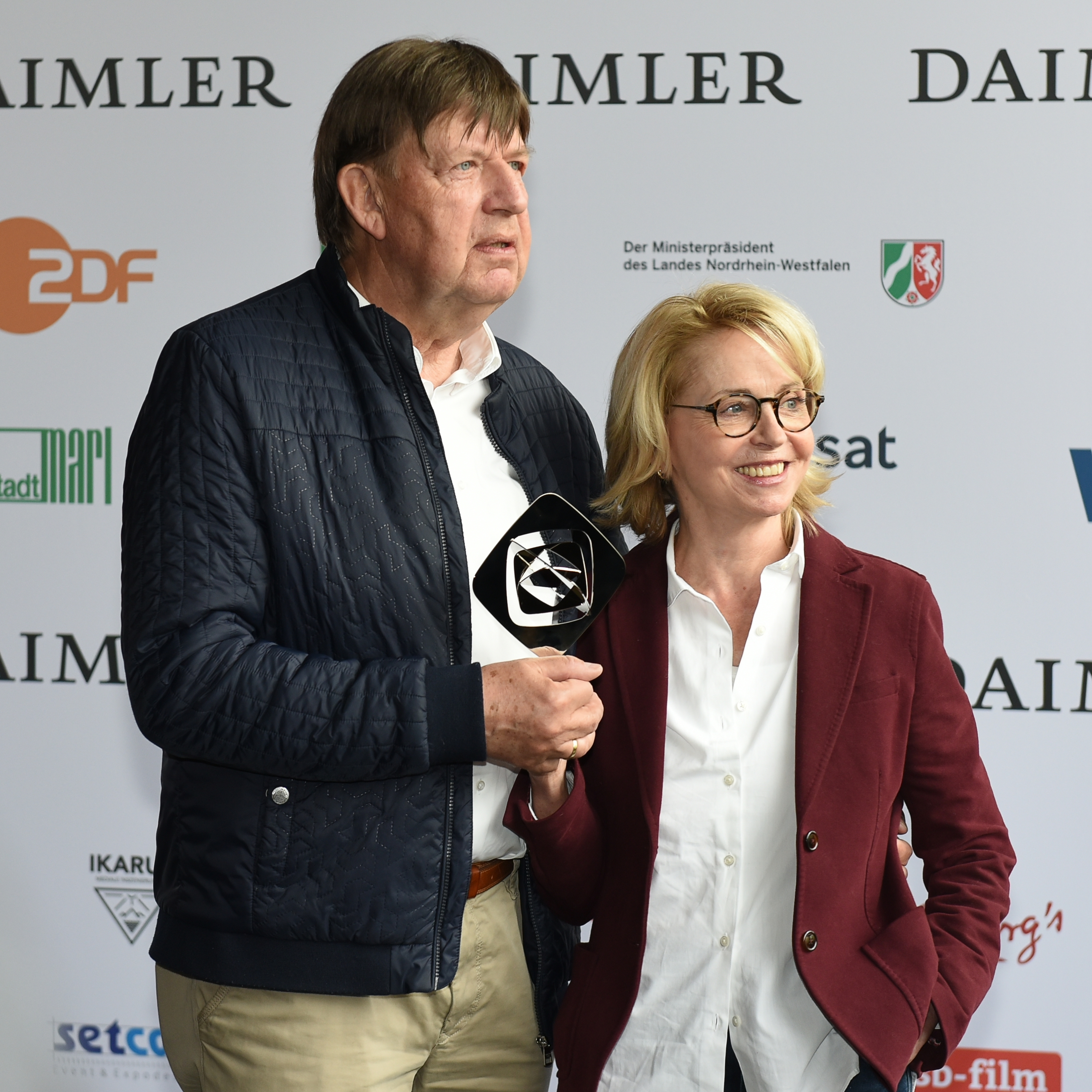
Jörg Gudzuhn und Gisela Schneeberger mit dem Grimmepreis 2019

Familie Lotzmann auf den Barrikaden (ARD; Sönke Andresen, Axel Ranisch, Jörg Gudzuhn und Gisela Schneeberger)
- Alles Isy (RBB)
- Aufbruch in die Freiheit (ZDF)
- Das deutsche Kind (NDR)
- Der namenlose Tag (ZDF)
- Der Polizist und das Mädchen (ZDF)
- Frankfurt, Dezember 17 (HR)
- Fremder Feind (WDR)
- Gladbeck (2 Teile) (ARD/BR)
- Rufmord (ZDF/ARTE)
- Sieben Stunden (BR/ARTE)
- Tatort: Der Mann, der lügt (SWR)
- Tatort: Meta (RBB)
- Unser Kind (WDR)
- Zwischen den Jahren (WDR/ARTE)

Serien:

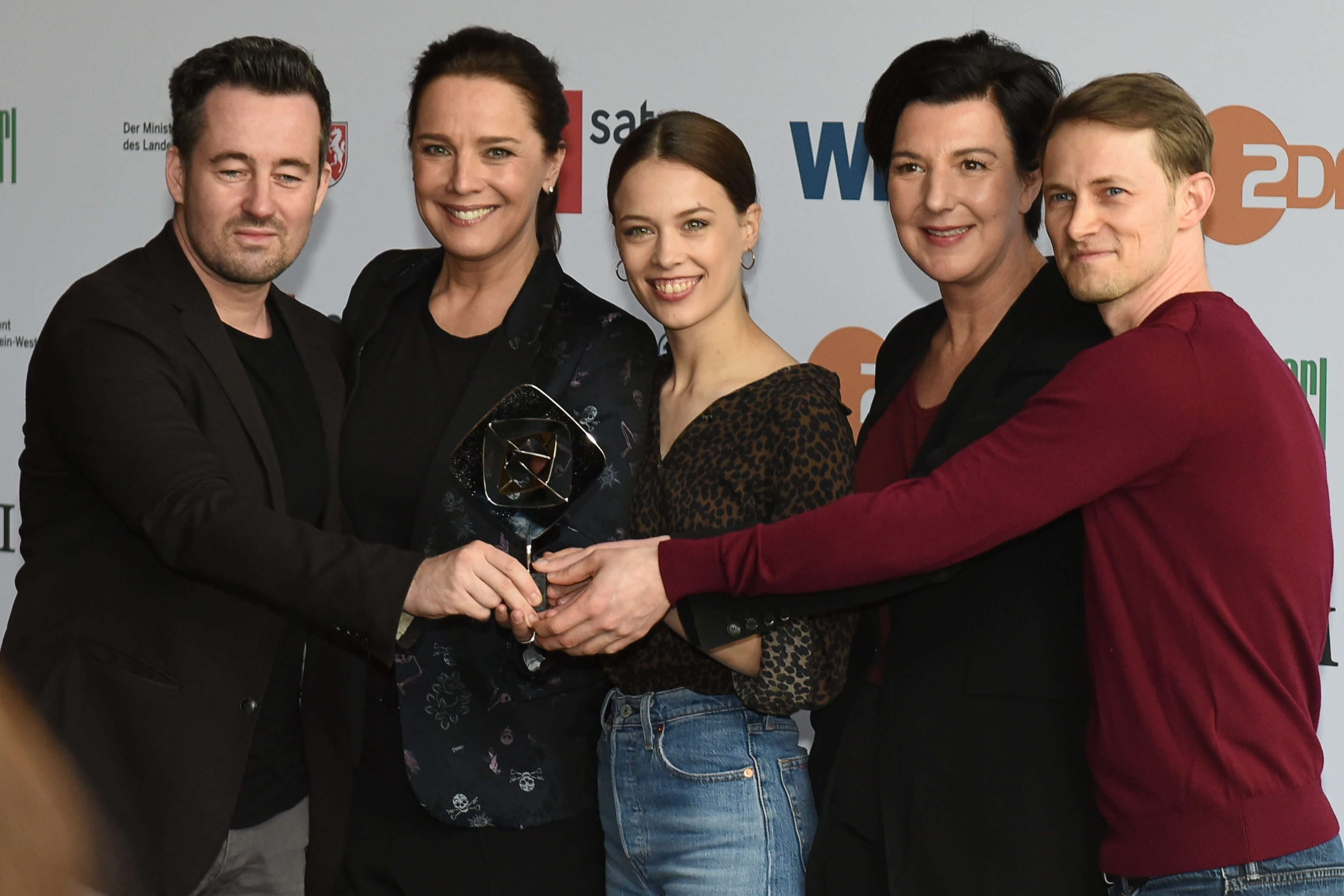
Christian Schwochow, Désirée Nosbusch, Paula Beer, Lisa Blumenberg und Oliver Kienle mit dem Grimmepreis 2019 für Bad Banks

- Bad Banks (ZDF/Arte; Oliver Kienle, Christian Schwochow, Lisa Blumenberg, Paula Beer und Désirée Nosbusch)
- Beat (Amazon; Norbert Eberlein, Marco Kreuzpaintner, Philipp Haberlandt und Jannis Niewöhner)
- Hackerville (TNT Serie; Jörg Winger, Johnathan Young, Igor Cobileanski, Anca Miruna Lăzărescu, Anna Schumacher, Andi Vasluianu, Silent Strike (Ioan Titu))

- Arthurs Gesetz (TNT Comedy)
- Das Boot (SKY)
- Die Protokollantin (ZDF)

Spezial
- Erol Yesilkaya (Buch) und Sebastian Marka (Regie) für Tatort: Meta (RBB)

- Mizzi Meyer (Drehbuch), Arne Feldhusen (Regie) und Bjarne Mädel (Darstellung) für Der Tatortreiniger (NDR)
- Murmel Clausen, Andreas Pflüger (Drehbuch), Nora Tschirner und Christian Ulmen (Darstellung) für Lessing und Dorn (MDR)
- Titus Selge (Drehbuch, Regie) für Unterwerfung (RBB)

### Information & Kultur

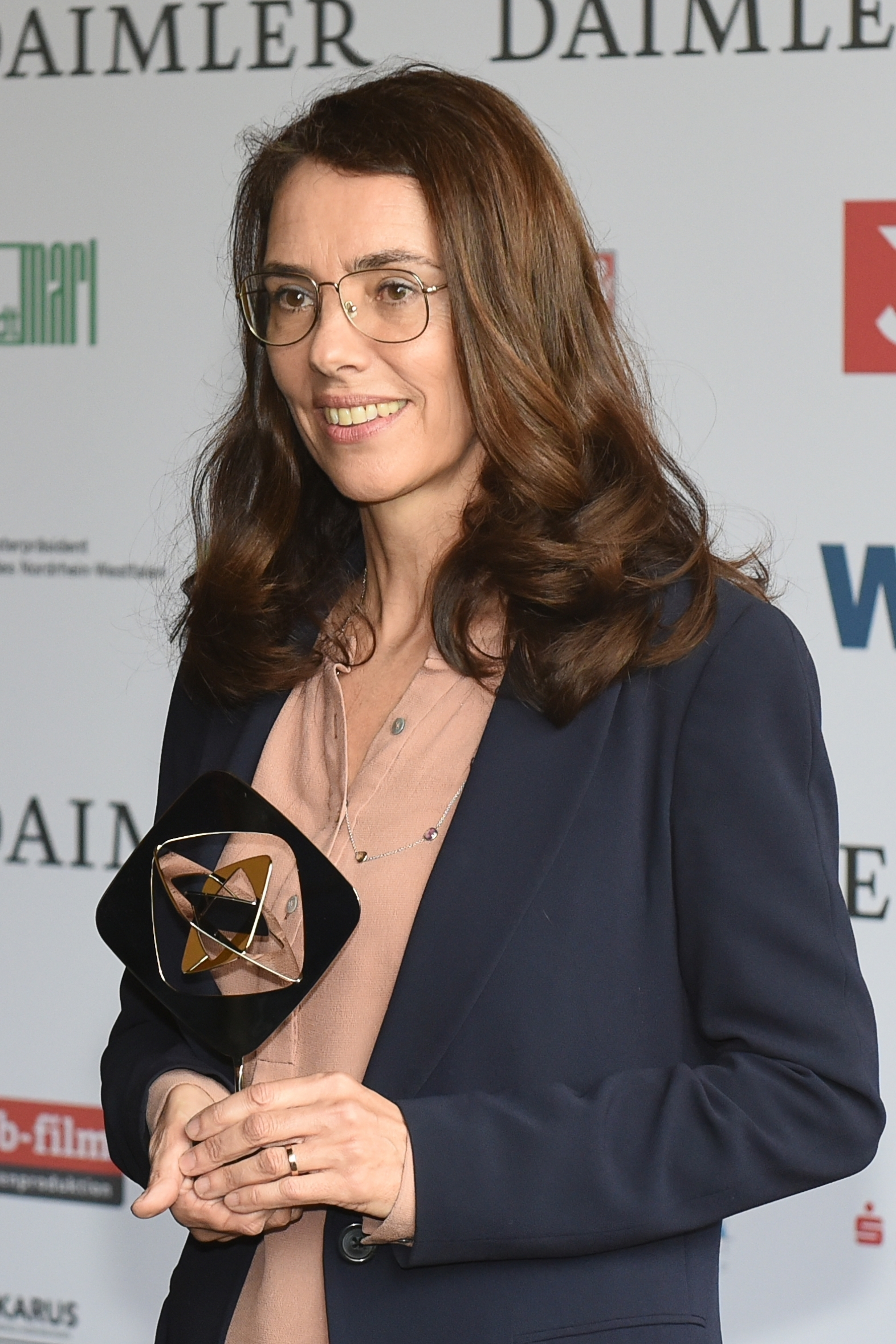
Regina Schilling mit dem Grimmepreis 2019

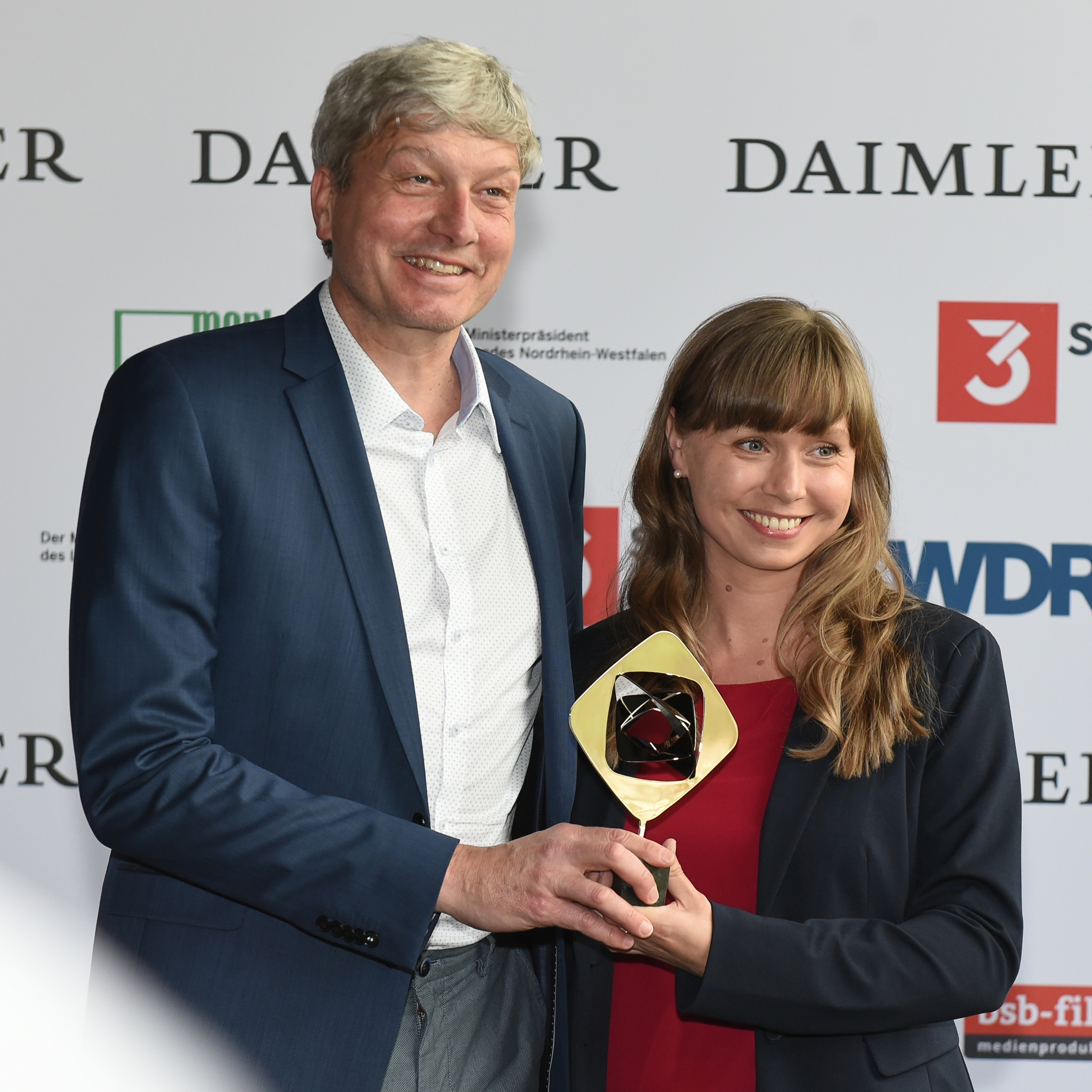
Michael Richter und Jana Merkel mit dem Grimmepreis 2019

- Betrug – Aufstieg und Fall eines Hochstaplers (SWR; David Spaeth)
- Kulenkampffs Schuhe (SWR/HR; Regina Schilling)
- Die Story im Ersten: Am rechten Rand (NDR/MDR; Jana Merkel und Michael Richter)

- Ab 18! Bella Palanka (ZDF/3sat)
- Als Paul über das Meer kam – Tagebuch einer Begegnung (ZDF)
- Bischofferode – Das Treuhand-Trauma (MDR)
- Bloß keine Tochter! Asiens Frauenmangel und die Folgen (NDR/WDR/ARTE/SRF)
- Erich und Schmitte – Entscheidend is' am Beckenrand (ZDF/3sat)
- Eskimo Limon – Eis am Stiel – Von Siegern und Verlierern (NDR)
- Furusato – Wunde Heimat (ZDF/ARTE)
- Im Labyrinth der Macht. Protokoll einer Regierungsbildung (SWR/NDR/RBB)
- Im Schatten der Netzwelt – The Cleaners (WDR/NDR/RBB)
- Krieg und Frieden. Deutsch-sowjetische Skizzen (RBB/SWR/WDR)
- Spur des Terrors (SWR)
- Todeszug in die Freiheit (BR)
- Zwischen den Stühlen (ZDF)

Serien & Mehrteiler
- Bauhausfrauen: Die vergessenen Pionierinnen einer Kunstbewegung (ZDF/3sat)
- Krieg der Träume (SWR/NDR/WDR/RBB/ORF/CT/Toute l’histoire)

Spezial
- Das Team von Docupy für Die Story: Ungleichland – Reichtum, Chancen, Macht und das zugehörige Onlinekonzept (WDR)

- Karsten Schwanke für Wetter vor acht vom 16. November 2018

Journalistische Leistung

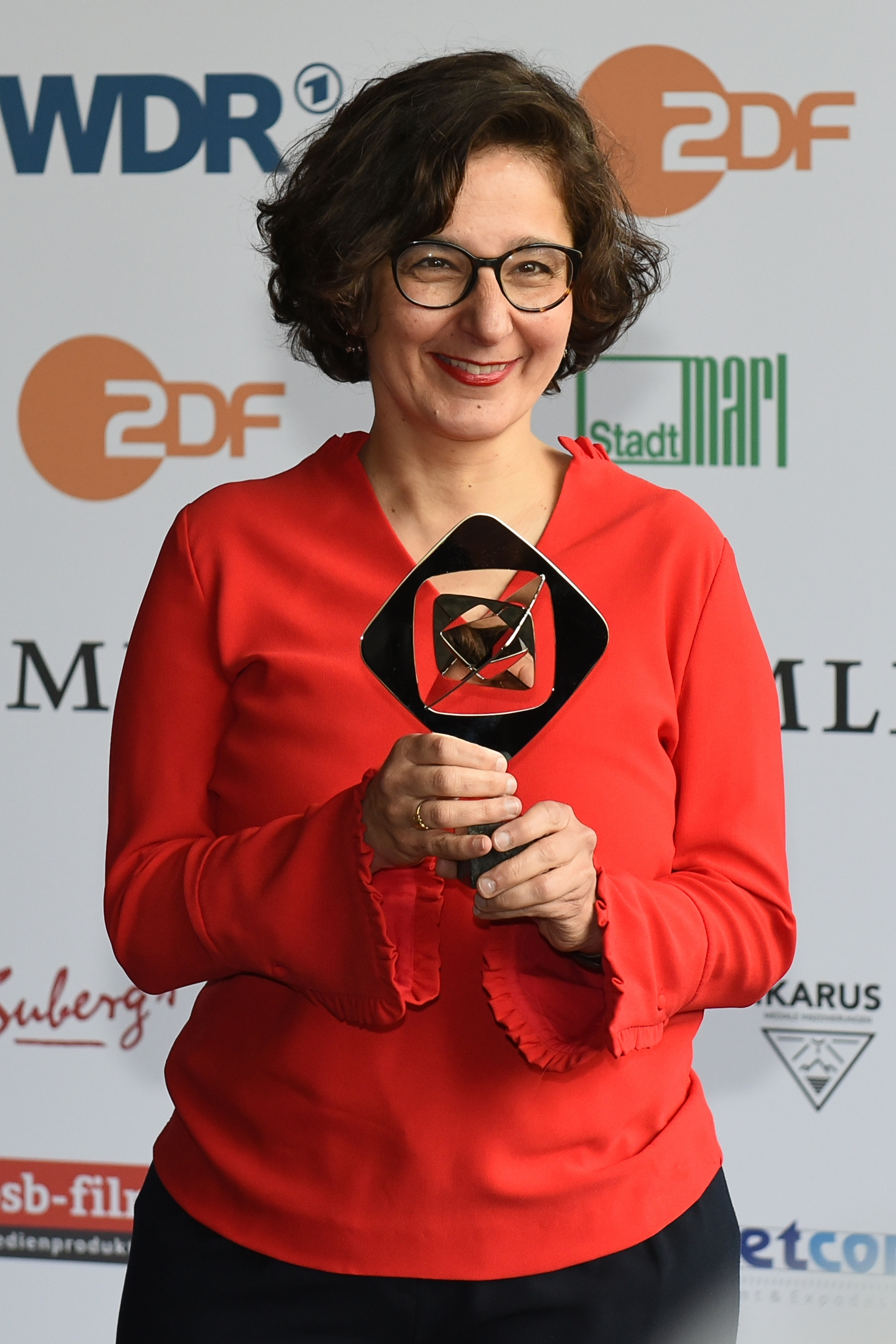
Isabel Schayani mit dem Grimmepreis 2019

- Isabel Schayani für Tagesthemen und Weltspiegel (WDR)

- Marco Rösseler, Friederike Hofmann, Carolin Imlau, Judith Müllender, Matthias Werth und Jan Meisters für Weltspiegel Extra
- Shafagh Laghai und Nikolaus Steiner für das Team von Monitor (WDR)

### Unterhaltung

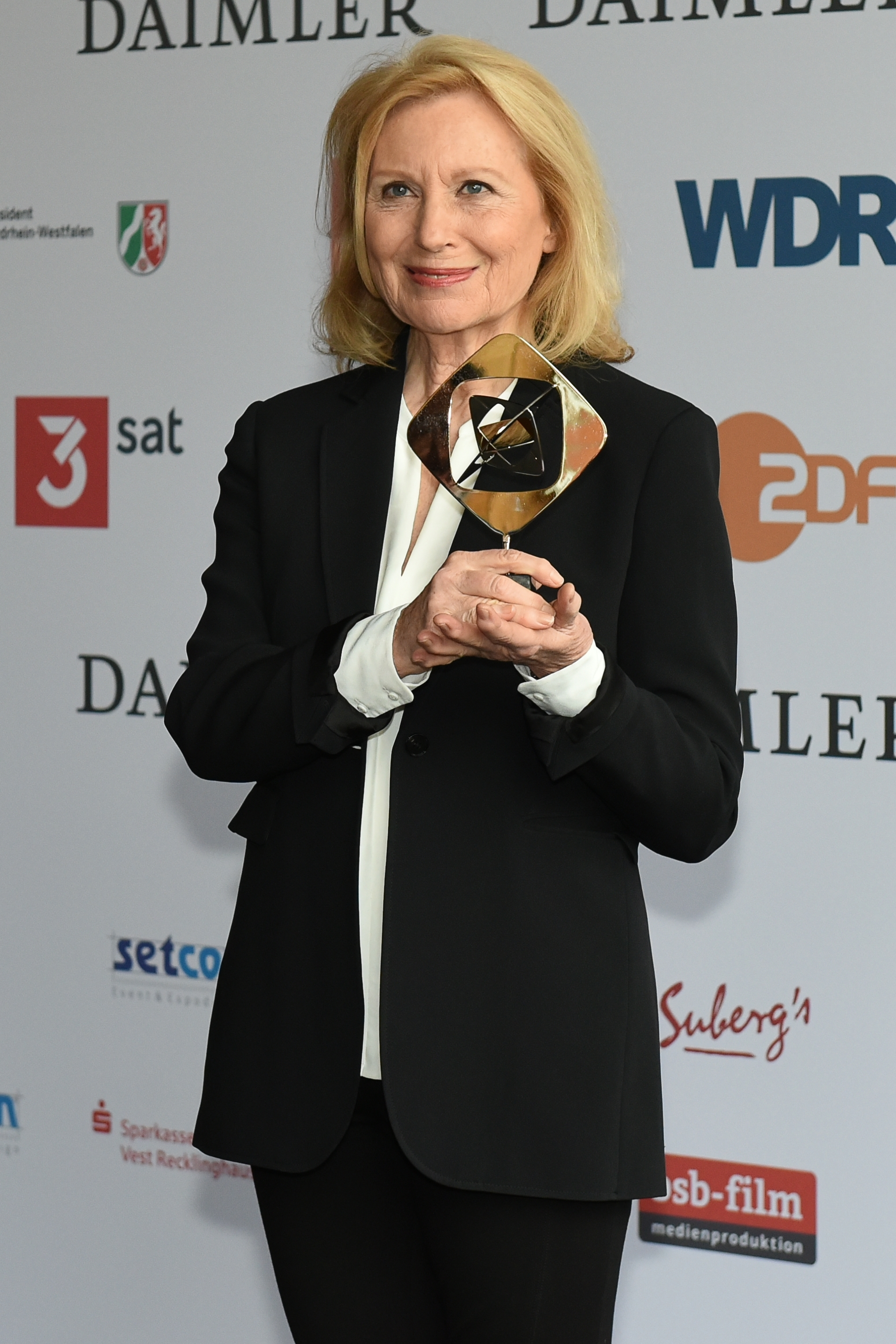
Maren Kroymann mit dem Grimmepreis 2019

- Catch! Der große Sat.1 Fang-Freitag (Sat.1; Luke Mockridge, Frank Lieberich, Tobias Pollmüller)
- Kroymann (RB/SWR/NDR; Maren Kroymann, Sebastian Colley)
- Lass dich überwachen! Die PRISM IS A DANCER Show (ZDFneo; Max Bierhals, Jan Böhmermann, Philipp Käßbohrer, Sanja Pijanovic, Christian Reuther)

- Denn sie wissen nicht, was passiert – Die Jauch-Gottschalk-Schöneberger Show (RTL)
- Die Abenteuer des Herrn Lukas (NITRO)
- Die Geschichte eines Abends… (Folge 6/Folge 7) (NDR)
- Extra 3 (NDR)
- Ich, einfach unvermittelbar? (VOX)
- Neuland (YouTube)
- So! Muncu! (Staffel 3) (n-tv)
- Trixie Nightmare: Der tiefe Fall der Trixie Dörfel (WDR)

Spezial
- Rundfunk-Tanzorchester Ehrenfeld und Jan Böhmermann (ZDFneo), Orchesterleitung Albrecht Schrader und Lorenz Rhode

### Kinder & Jugend
- Animanimals (SWR; Julia Ocker)

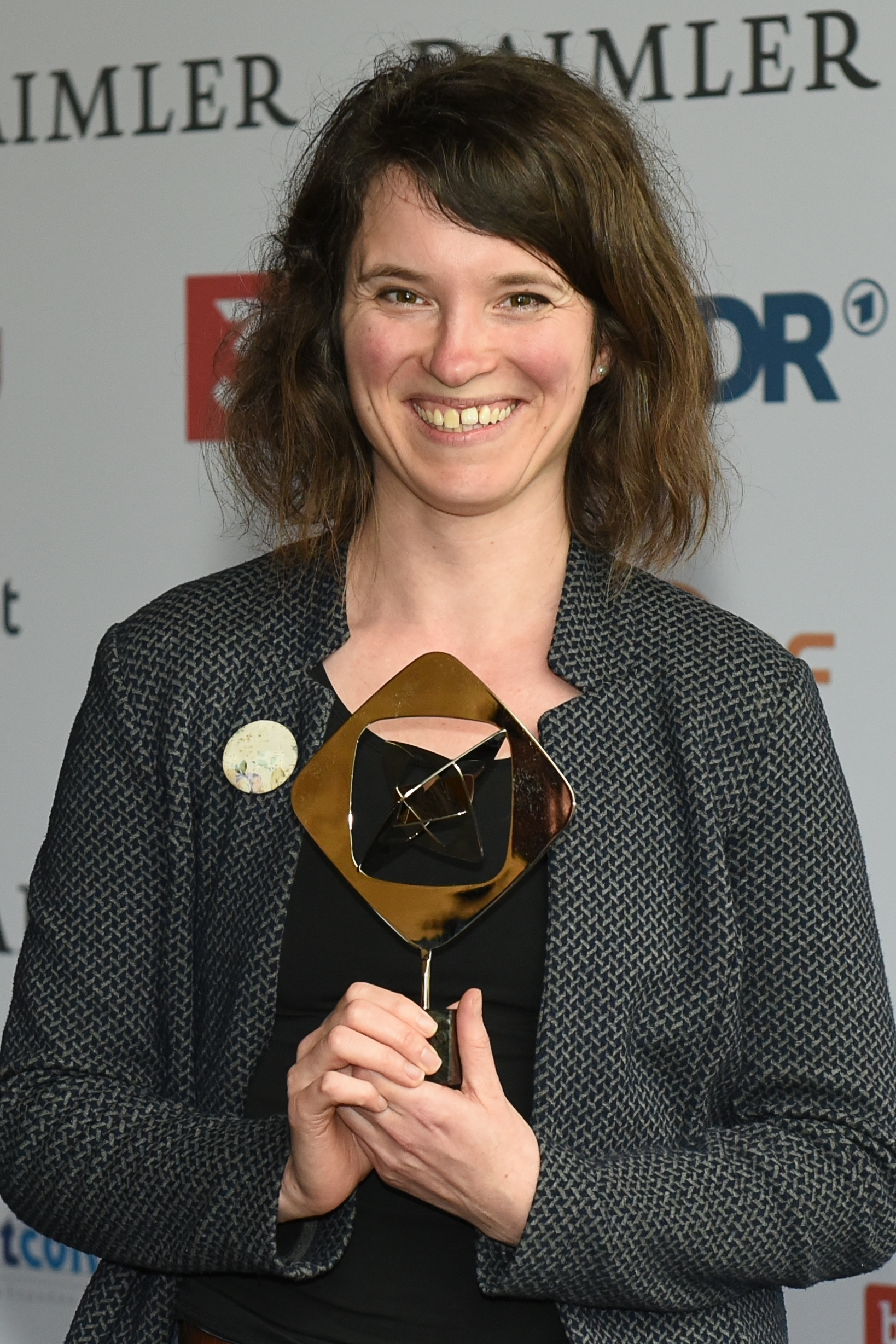
Julia Ocker mit dem Grimmepreis 2019

- Bohemian Browser Ballett (SWR/funk; Schlecky Silberstein, Christina Schlag, Raphael Selter)

- CHIKA, die Hündin im Ghetto (ZDF)
- Die Sendung mit der Maus – Die unsichtbare Krankheit (WDR)
- Druck (ZDF/funk)
- Einigkeit & Rap & Freiheit: Das ist RAP (RB/funk)
- LeFloid vs. The World (YouTube)
- Wach (ZDF/funk)
- Wishlist 2.0 (RB/MDR Sputnik/funk)
- Wissen macht AH! Ein Pfund Gehacktes (WDR)

Spezial
- Marco Giacopuzzi für Schau in meine Welt! (HR)

- Hubertus Koch

### Publikumspreis der Marler Gruppe
- Im Schatten der Netzwelt (The Cleaners) (WDR/NDR/RBB; Hans Block, Moritz Riesewieck, Christian Beetz, Georg Tschurtschenthaler)

### Besondere Ehrung des Deutschen Volkshochschul-Verbandes
- Arte